# Хабаров, Анатолий Николаевич
Анато́лий Никола́евич Хаба́ров (3 июля 1926, Архангельск — 28 января 2013, Екатеринбург) — советский легкоатлет, специалист по спортивной ходьбе на 50 км. Выступал на всесоюзном уровне на всём протяжении 1950-х годов, чемпион СССР, победитель многих стартов всероссийского и областного значения. На соревнованиях представлял свердловскую команду СКА и спортивное общество «Труд», мастер спорта СССР (1954), судья всесоюзной категории, преподаватель и спортивный чиновник. Участник Великой Отечественной войны.

## Биография
Родился 3 июля 1926 года в Архангельске. Трудовую деятельность начал уже в возрасте пятнадцати лет, однако вскоре вынужден был прервать её из-за начала Великой Отечественной войны.
Во время войны служил в разведроте 276-го пехотного полка 77-й стрелковой дивизии 55-й армии, участвовал в боях, был контужен. Награждён орденами Отечественной войны I и II степеней (06.04.1985), орденом Красной Звезды (19.05.1945), несколькими боевыми (Медаль «За боевые заслуги» (30.04.1954), Медаль «За отвагу» (09.01.1945), Медаль «За победу над Германией в Великой Отечественной войне 1941—1945 гг.» (09.05.1945)) и юбилейными медалями.
По завершении войны продолжил службу в Уральском военном округе, при этом начал серьёзно заниматься лёгкой атлетикой, состоял в базировавшейся в Свердловске легкоатлетической команде СКА. Наибольшего успеха на всесоюзном уровне добился в сезоне 1953 года, когда выступил на чемпионате СССР в Москве и одержал победу в спортивной ходьбе на 50 км. Показанное им время 4:20.49,6 на тот момент было рекордом страны в данной дисциплине — за это выдающееся достижение удостоен звания мастера спорта СССР. В период 1952—1960 годов входил в состав сборных команд РСФСР и СССР по лёгкой атлетике.
В 1958 году окончил Свердловский техникум физической культуры, после чего вплоть до 1964 года преподавал лёгкую атлетику в Уральском государственном университете имени А. М. Горького.
В 1965—1970 гг. проживал в городе Асбесте, где занимал должность председателя спортивного клуба «Ураласбест». Вёл большую общественную работу, по его инициативе в городе был возведён полноценный спортивный комплекс со стадионом, построены лыжная база, тир, плавательный бассейн. В 1970 году по рекомендации областного спортивного комитета возглавил Свердловскую Школу высшего спортивного мастерства. Будучи директором этого крупного центра подготовки, внёс значительный вклад в становление и развитие спорта в Свердловской области, многие из воспитанников школы стали впоследствии победителями и призёрами крупнейших международных соревнований.
Начиная с 1979 года Анатолий Хабаров имел статус судьи всесоюзной категории, обслуживал множество соревнований всероссийского, всесоюзного и международного уровня, в частности работал судьёй на летних Олимпийских играх 1980 года в Москве. В течение многих лет занимал должность председателя Федерации лёгкой атлетики Свердловской области, в 1995 году стал одним из членов Всероссийской федерации лёгкой атлетики.
Заслуженный работник физической культуры РСФСР (1985), награждён почётным знаком «За заслуги в развитии физической культуры и спорта» (2000).
Умер 28 января 2013 года в Екатеринбурге. Похоронен на Широкореченском кладбище.